# Liste der Naturdenkmale in Elze
Die Liste der Naturdenkmale in Elze nennt die Naturdenkmale in der Stadt Elze im Landkreis Hildesheim in Niedersachsen.

## Naturdenkmale
| Bild            | Bezeichnung    | Ort, Lage                                                                       | Beschreibung | Schutzzweck | Nummer    |
| --------------- | -------------- | ------------------------------------------------------------------------------- | ------------ | ----------- | --------- |
| Fotos hochladen | Linde          | Elze nördlich der Kirche, östlich des Rathauses (52° 7′ 9″ N, 9° 44′ 14,3″ O)   |              | Schönheit   | ND-HI 162 |
| Fotos hochladen | Blutbuche      | Elze Hildesheimer Landstraße, Ecke Unterm Born (52° 7′ 24,2″ N, 9° 44′ 17,6″ O) |              | Schönheit   | ND-HI 163 |
| BW              | Eiche          | Mehle-Süd Feldstraße 1 (52° 6′ 54″ N, 9° 41′ 54,7″ O)                           |              | Schönheit   | ND-HI 190 |
| BW              | Kastanienreihe | Sehlde Im früheren Gutspark Sehlde (52° 5′ 51,2″ N, 9° 41′ 52,4″ O)             |              | Schönheit   | ND-HI 225 |
| BW              | Blutbuche      | Elze Bahnhofstraße 63 (52° 7′ 14,1″ N, 9° 44′ 40,6″ O)                          |              | Schönheit   | ND-HI 333 |